# United Christian Hospital (Hongkong)

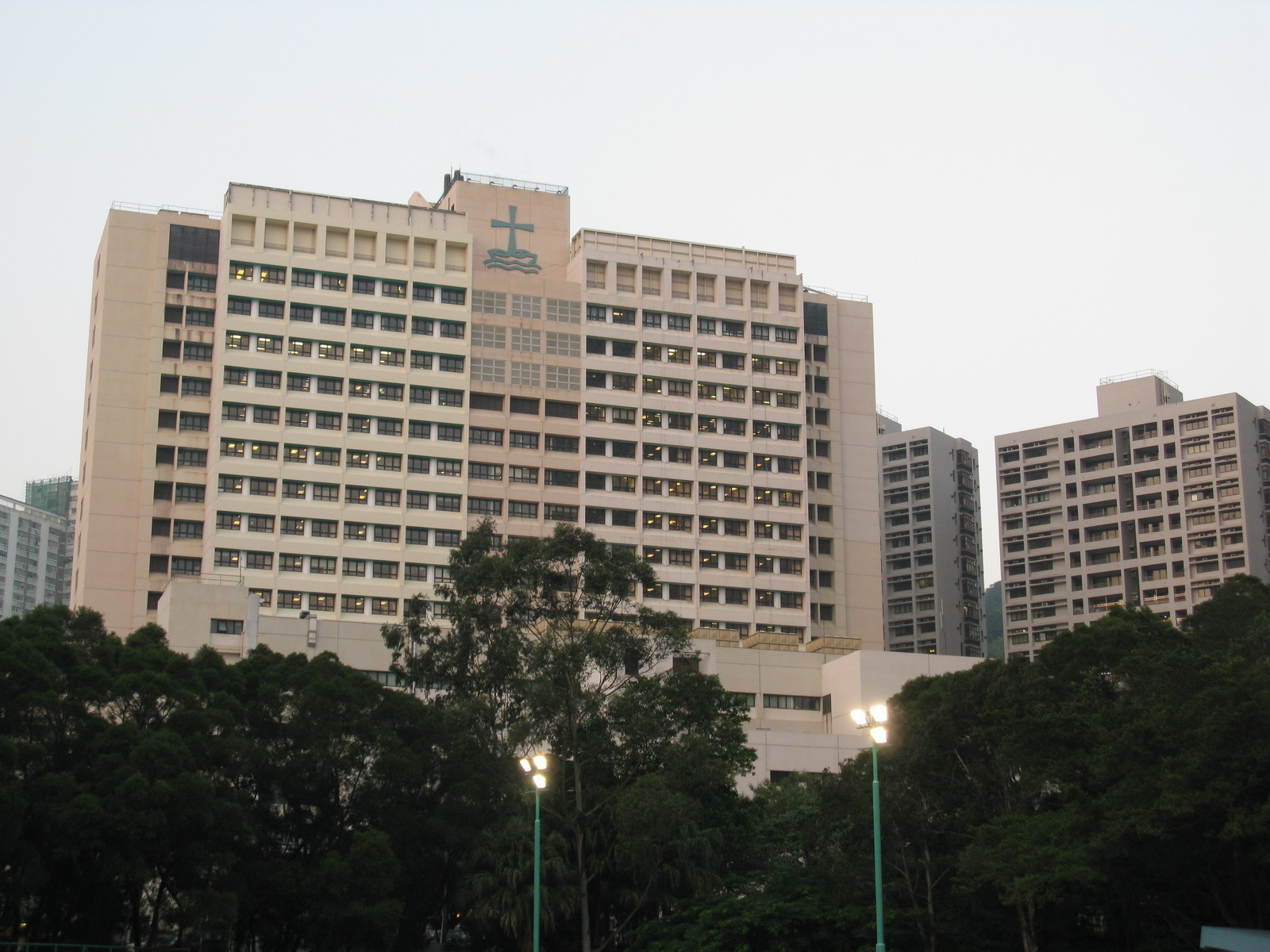
United Christian Hospital

Das United Christian Hospital (chinesisch 基督教聯合醫院, Pinyin Jīdūjiào Liánhé Yīyuàn, dt.: Vereinigtes Christliches Krankenhaus) ist ein allgemeines Bezirkskrankenhaus in Kwun Tong, New Kowloon, Hongkong. Es wurde 1973 als christliches Krankenhaus gegründet und wird von der Hospital Authority (醫院管理局) verwaltet. Das Krankenhaus hat 1.174 Betten und ca. 3.000 Mitarbeiter. Sein Einzugsgebiet ist das östliche Kowloon.
Das Krankenhaus hat historische Verbindungen zum Alice Ho Miu Ling Nethersole Hospital durch das Hong Kong Christian Council. Der erste Chief Medical Superintendent des Krankenhauses war Dr. Edward Hamilton Paterson.
Das Krankenhaus befindet sich unter der Adresse 130 Hip Wo Street, Kwun Tong, Kowloon, Hongkong.

## Geschichte
Der Grundstein für das United Christian Hospital wurde am 2. April 1971 vom damaligen Gouverneur von Hongkong, David Trench, gelegt und am 6. Dezember 1973 von Murray MacLehose, dem Nachfolger von Trench als Gouverneur, offiziell eröffnet.
In den 1990er Jahren wurde das Krankenhaus erweitert. Damals wurden die Blöcke J, K, L und S gebaut und Block P saniert. Das Projekt wurde 1999 abgeschlossen.

### Erneuerung und Erweiterung
Das Krankenhaus wird bis 2023 in einem grundlegenden Renovierungsprozess saniert und erweitert. Die Blocks F, G und H, sowie ein Teil von Block P werden saniert und ein großerHauptblock (Block A) für die Ambulanz wird errichtet. Es soll ein neues Onkologie-Zentrum eingerichtet werden und verschiedene andere Erweiterungen und Renovierungsarbeiten werden durchgeführt.

## Dienstleistungen
- Notaufnahme
- Geriatrie

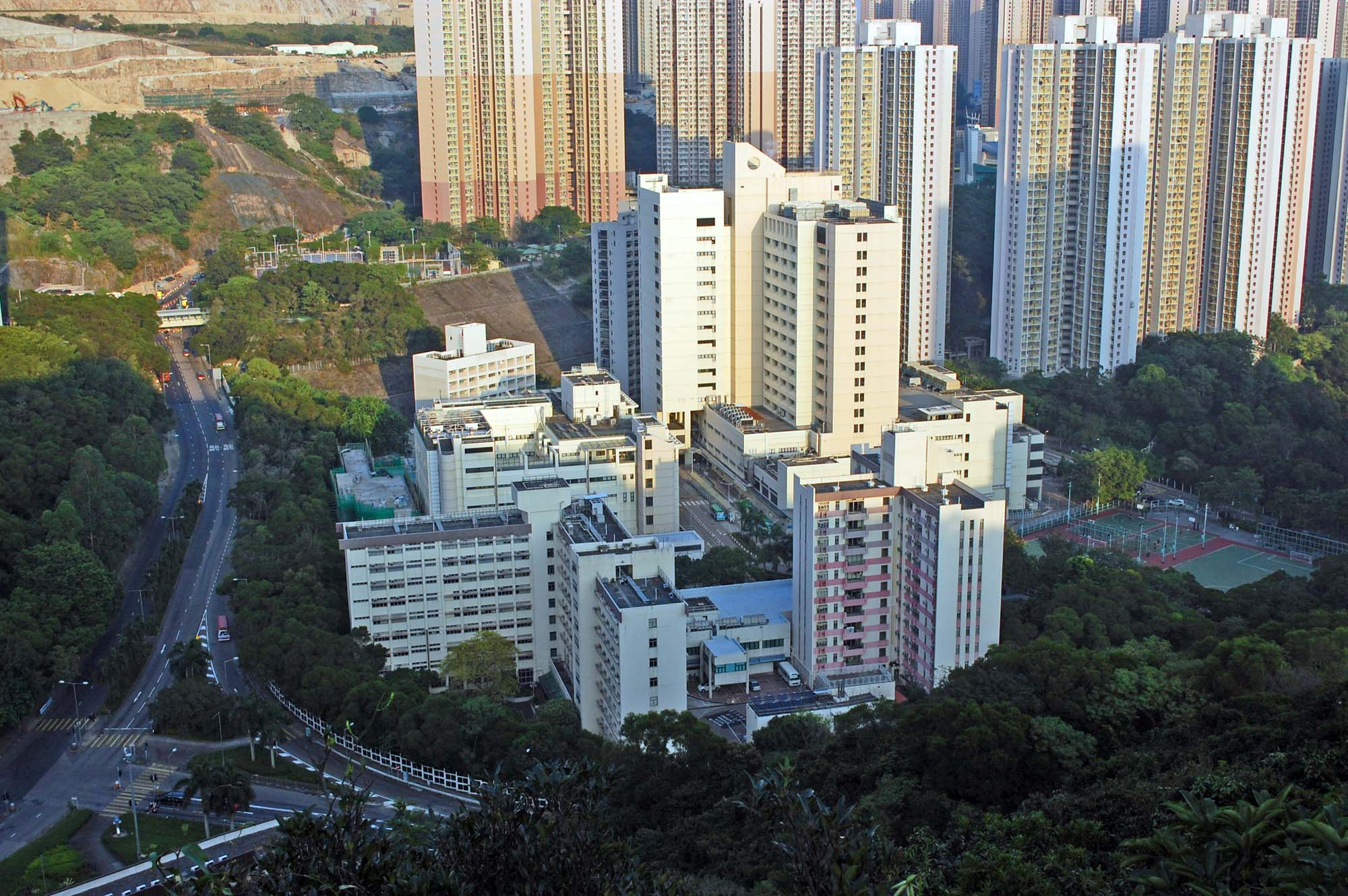
Overview of the hospital prior to redevelopment

- Chirurgie mit den spezialisierten Abteilungen Orthopädie-Chirurgie und Trauma-Chirurgie
- Geburtshilfe und Gynäkologie
- Pädiatrie
- Psychiatrie
- Intensivmedizin
- Anästhesie
- Diagnostische Radiologie
- Pathologie
- Hals-Nasen-Ohren-Heilkunde
- Ophthalmologie
- Neurochirurgie
- Zahnmedizin und Mund-, Kiefer- und Gesichtschirurgie

Das Krankenhaus bietet stationäre und ambulante medizinische Versorgung. Es bietet auch psychiatrische, physiotherapeutische, arbeitstherapeutische und geriatrische Tagespflege im Yung Fung Shee Memorial Centre, sowie eine Augenklinik, Apotheke und Radiologie in der Pamela Youde Polyclinic in der Cha Kwo Ling Road.
Das Krankenhaus bietet auch Community Nursing Services (CNS – Häusliche Pflege) für Patienten im Bezirk Kwun Tong.